# Keats Island, British Columbia
Keats Island är en ö i Kanada.   Den ligger i Sunshine Coast Regional District och provinsen British Columbia, i den sydvästra delen av landet, 3 600 km väster om huvudstaden Ottawa. Arean är 6,7 kvadratkilometer.
Terrängen på Keats Island är lite kuperad. Öns högsta punkt är 217 meter över havet. Den sträcker sig 3,1 kilometer i nord-sydlig riktning, och 4,8 kilometer i öst-västlig riktning.